# Вороной-Волынский, Михаил Иванович
Михаил Иванович Вороной-Волынский (ум. в мае 1571) — дворецкий, наместник, боярин и воевода во времена правления Ивана IV Васильевича Грозного.
Единственный сын наместника и воеводы Ивана Михайловича Вороного-Волынского Меньшого. Представитель дворянского рода Вороных-Волынских.

## Служба
В ноябре 1542 года упомянут наместником в Елатме. В июле 1547 года — второй воевода в Муроме, в 1549 году — второй воевода в Туле. В зимнем походе 1549/1550 года царя Ивана Грозного из Нижнего Новгорода на Казань Михаил Вороной-Волынский был послан на Укречь: «… казанских мест воевати и кормов добывати». В августе 1550 года водил полк левой руки «по крымским вестем … на резанские места», а в Переяславле-Рязанском принял командование над сторожевым полком. Числился 02 октября 1550 года сыном боярским 1-й статьи по Ржеву-Володимировой, отчислен в состав московского дворянства и помещён в Московском уезде с наделением 200 четвертей.
В апреле 1551 года Михаил Иванович Вороной-Волынский послан из Переяславля-Рязанского в «Поле» для наблюдения за казанцами, которые должны были отправиться в Крым за царевичем или если царевич поедет в Казань. В июне 1552 года — второй воевода сторожевого полка в Коломне во время сбора войск для похода на Казань. Тогда же был послан из Каширы на помощь гарнизону Тулы, оборонявшегося от крымского хана Девлет Герая.
В июне 1553 года «по крымским вестем» был вторым воеводой передового полка в Калуге. В декабре того же года был послан вторым воеводой сторожевого полка «… ис Казани … на луговую сторону и на арские места воевать, которые государю не прямят». В сентябре 1554 года второй воевода Передового полка в походе на Арские места. В сентябре 1555 года Михаил Иванович Вороной-Волынский был отправлен вторым воеводой передового полка на сборный пункт в Муром, откуда русская рать должна была выступить в поход против восставших казанских татар и луговых черемисов.
В мае 1556 года — второй и потом первый воевода в Свияжске, «за городом». В 1558 году «по крымским вестем» стоял вначале в Серпухове, а затем перешел в Зарайск. В 1558 году пожалован в Казанский и Новгородский дворецкие. В марте 1559 года в походе «по крымским вестем» из Бронниц на реку Шиворону, за Дедилов, находился третьим воеводой в полку правой руки. В том же 1559 году был пожалован царем Иваном Васильевичем в бояре. Кроме того, был назначен казанским и нижегородским дворецким.
В июне 1562 года боярин, Казанский, Нижегородский и Мещерский дворецкий, разбирал спор Печёрского монастыря с обывателями. В декабре 1562 года боярин Михаил Васильевич Вороной-Волынский вместе с князем Михаилом Петровичем Репниным командовал «нарядом» (артиллерией) во время похода русской армии на Полоцк. В 1564 года командовал полком левой руки в Великих Луках, и в том же году воевода в Полоцке в Остроге за Полотой. В ноябре 1565 года воевода в Полоцке, где служил в остроге первым и вторым воеводой.
В 1571 году боярин Михаил Иванович Вороной-Волынский погиб в бою с крымскими татарами, прорвавшимися к Москве. Потомства после себя не оставил.

## Критика
По справке Разрядного архива дворян Волынских и в архиве Департамента герольдии сказано, что он возведён в сан боярина из окольничих, однако из послужного списка XX-го тома Древней российской вивлиофики не указано, что он был окольничим. В Русской родословной книге показано, что он убит в май 1571 года в сражении с крымцами под стенами Москвы, в послужном же списке XX-го тома Древней российской вивлиофики определённо указано, что он умер в 1567 году.